# 動画配信者
動画配信者（どうがはいしんしゃ）とは、動画を使って自分自身をオンラインで配信する者のことである。録画か生配信（”生放送”）かは問わない。日本では、配信によって収入を得る配信者のことは、一般的にライバー (liver) やストリーマー (streamer) と称される。

## 概要
2010年代初頭、YouTubeのような動画共有サイトに端を発して、ユーザーは自身が作成したVlog（ビデオ・ブログ）または実況プレイの形式の動画をインターネット上にアップロードできるようになり、ストリーミングと呼ばれる文化が誕生した。すべてのコンテンツが生放送されているわけではないものの、ユーザーは相当数の視聴者を獲得し、自身のオンラインコンテンツで生計を立てることが可能になった。Twitchのような他のサイトも、同じく人気を高めた。ストリーマーが稼げる収益は数百万ドルに上るため、ストリーミングは個性やスキルのある人にとって有力なキャリアオプションになっている。

## 種類

### ビデオゲーム
動画配信・ストリーミングの文化が始まって以来、圧倒的な人気を誇るジャンルがビデオゲームのプレイ動画である。ゲームのライブストリーミングは、2010年代半ばにアメリカのオンラインサイトTwitchで流行し、その後、YouTube、Facebook、中国のサイトHuya Live、DouYu、Bilibiliなどのサービスに拡大した。現在、ストリーマーの大半は、実況プレイ、スピードランのライブ配信、ビデオゲームの解説・説明動画などで生計を立てている。プロのゲームストリーマーは、ハイレベルなプレイと面白い解説を組み合わせることが多く、スポンサー、購読料、広告収入、投げ銭などから収入を得ている。最大手のゲームストリーマーはピューディパイとニンジャで、彼らは動画配信だけで毎年数百万ドルを稼いでいる。

### 日常生活の中継（IRL）
職業としてあるいはパートタイムワークとして配信を行う動画配信者の大半はゲームをプレイしているが、趣味で日常生活を中継配信を行う人も少なくない。当初、多くの動画配信サイトは、ゲーム以外の生配信はサイト内のコンテンツの質を損なうと考えて、これを禁止していたが、ゲーム以外のコンテンツに対する需要は徐々に高まった。パソコンの前で視聴者からの質問に答えたり、屋外を歩きながらスマホで配信したり、はたまたソフトウェアに関するチュートリアル（指導）をやったりと、IRLで扱うトピックは多種多様である。

### ポルノ
ポルノストリームは、ポルノスターと直接コミュニケーションをとることができる方法である。カムガールやカムボーイと呼ばれる配信者が、視聴者からの要求に応じて、ヌードや性行為をしながら放送することが多い。Plexstormのようなサイトでは、ポルノゲームを含む性的コンテンツを実行または表示するゲームストリーマーが配信することによって、ニッチな需要を生み出している。

### 活動サイトごとの呼称
動画の投稿先がYouTubeである場合はYouTuberとも呼ばれる。TikTokで活動するユーザーはTikToker、17LIVEで活動するユーザーは17liverと呼ばれる。ニコニコ生放送で活動するユーザーは生主・生放送主と呼ばれる。
他にも、配信する動画の内容が実況をしながらコンピュータゲームをプレイするものの場合、ゲーム実況者（ゲームじっきょうしゃ）、ゲーム配信者（ゲームはいしんしゃ）、実況プレイヤー（じっきょうプレイヤー）と呼ばれる。